# 116
سنة 116 م (بالأرقام الرومانية: CXVI) كانت سنة كبيسة تبدأ يوم الأربعاء (الرابط يظهر نموذج الجدول الزمني الكامل للسنة) من التقويم اليولياني. بدأت تسمية السنة ب116 منذ العصور الوسطى المبكرة، عندما أصبح تقويم أنو دوميني هو الأسلوب السائد في أوروبا لتسمية السنوات.

## وفيات
- ألكسندر الأول (بابا)
- بان تجاو مؤرخة صينية
- فيلوبابوس